# ويليام بي أندرسون
ويليام بي أندرسون (بالفرنسية: William Patrick Anderson)‏ هو مهندس مدني ومهندس فرنسي، ولد في 4 سبتمبر 1851 في ليفيس في كندا، وتوفي في 1 فبراير 1927 في أوتاوا في كندا.